# Paquita Rico
Pour les articles homonymes, voir Rico.
Francisca Rico Martinez, dite Paquita Rico, née à Séville le 4 octobre 1929 et morte le 9 juillet 2017 dans la même ville, est une actrice, chanteuse et danseuse espagnole.

## Jeunesse et débuts
Francisca Rico Martínez, de son nom complet, naît le 13 octobre 1929 dans le quartier de Triana, dans la ville andalouse de Séville. Jeune, elle prend des cours de chant chez Adelito Domingo qu'elle paye grâce à son poste de coiffeuse apprentie.
À la suite d'un concours radiophonique, elle entre au ballet espagnol de Montemar avec Carmen Sevilla et Ana Esmeralda. Elle intègre également la troupe de Pepe Pinto. Découverte par Florián Rey en 1948, elle joue dans le film Brindis a Manolete. Ce premier rôle lui donne très vite une grande popularité. Elle enchaîne dès lors les tournages et enregistre, dès les années 1940, ses premiers disques sous le label Columbia EMI.  

## Festival de Cannes
En 1951, elle apparaît dans deux films de Ramón Torrado en sélection officielle du Festival de Cannes 1951. Elle tient le premier rôle féminin dans les deux productions et connaît un grand succès auprès des festivaliers :   
- La Gitane de Grenade, où elle partage le casting avec Alfredo Mayo, Lina Yegros et Félix Fernández;
- Rumbo, où elle joue le rôle de Dulcenombre.

En 1952, c'est au tour du film María Morena, de Pedro Lazaga et José María Forqué, d'être présenté au Festival de Cannes. Elle y tient le rôle titre.    

## Une actrice populaire
En 1954, elle tourne au Mexique le film Prisonnière du passé avec Enrique Rambal et Joaquín Cordero, puis dans La Moza de Cántaro de Florián Rey.   
En 1956 et 1957, elle tourne dans deux films français : Les Lavandières du Portugal de Pierre Gaspard-Huit et À la Jamaïque de André Berthomieu.   
En 1958, elle obtient son plus grand succès dans le rôle de la reine Mercedes d'Orléans (première épouse d'Alphonse XII) dans Tu seras reine (¿Dónde_vas,_Alfonso_XII?) de Luis César Amadori. 
En 1961, elle interprète le rôle de Franchea dans le western La Chevauchée des outlaws de Michael Carreras. 
En 1962, elle retrouve ses amies Lola Flores et Carmen Sevilla dans le film musical El balcón de la luna de Luis Saslavsky, puis poursuit sa carrière discographique les années suivantes.
Elle est également la tante au deuxième degré de l'actrice Soledad Miranda et la marraine de l'artiste Lolita Flores, fille de Lola Flores.
Elle meurt le 9 juillet de 2017 à l'hôpital Infanta Luisa, dans le quartier de Triana où elle est née et revenue s'installer à la fin de sa vie.

## Postérité
Un monument lui est dédié dans la ville de Séville. 